# بريان شميتزر
كارلوس مانويل بريتو ليل دي كيروش، (مواليد 18 أغسطس 1962)، هو مدرب كرة قدم أمريكي. يدرب حاليًا سياتل ساوندرز. شغل منصب مدرب نادي غوادالاخارا، ليك سيتي هوكس وسان لويس ستورم وتلسا رافنكس.

## روابط خارجية
- بريان شميتزير على موقع قاعدة بيانات كرة القدم.إي يو (الإنجليزية)
- بريان شميتزير على موقع عالم كرة القدم.نت (الإنجليزية)

لم يتم العثور على روابط لمواقع التواصل الاجتماعي.